# البنك الأهلي المصري (الخرطوم)
البنك الأهلي المصري تأسس في 22 مارس 2012م وموقعه الخرطوم شارع إفريقيا - العمارات شارع (49).

## تاريخ تأسيسه
البنك الاهلي المصري (الخرطوم)  تاريخ تأسيسه 22 مارس 2012م وموقعه الخرطوم شارع إفريقيا - العمارات شارع (49) وعدد العاملين 40 عامل.

### افتتاح البنك الاهلي المصري الخرطوم
تم إفتتاح البنك الأهلي المصري (الخرطوم) بحضورعلي عثمان محمد طه النائب الأول لرئيس الجمهورية ورئيس الوزراء المصري د. هشام قنديل وبحضور فاروق العقدة محافظ البنك المركزي المصري ورئيس اتحاد بنوك مصر وطارق عامر رئيس البنك الأهلي المصري ونائبه هشام عكاشه، وأن أهداف البنك تتمثل في ممارسة الأنشطة المصرفية إلى جانب المساهمة في مساندة المستثمرين المصريين والسودانيين لإقامة مشروعات استثمارية للبلدين وإضافة إلى تنمية عمليات التجارة المختلفة ومعاونة المستثمرين المصريين المتواجدين بالسودان في دعم إستثماراتهم القادمة. والغرضمن افتتاح هذا الفرع بالخرطوم هو توسيع التجارة بين البلدين السودان ومصر، وتمويل المشروعات وتقديم الخدمات المصرفية ويبلغ رأسمال الفرع نحو 50 مليون دولار، وقام البنك الأهلى المصرى باستصلاح نحو 5 آلاف فدان.

## فروعه
فروع البنك الاهلي المصري (الخرطوم) بولاية الخرطوم:
1. الرئاسة الخرطوم تقاطع شارع إفريقيا مع العمارات شارع 49.
2. فرع الخرطوم الخرطوم تقاطع شارع إفريقيا مع العمارات شارع.[2]

- ويمكن التواصل مع خدمة عملاء البنك الأهلي المصري عبر الخط الساخن على رقم (1870230 249+).

## البنك الاهلى المصرى بالسودان يدشن نظام ETHIX للحلول المصرفية الإسلامية
دشن البنك الاهلى المصرى فرع السودان ومجموعة أنظمة الكمبيوتر المتكاملة العالمية (ITS) نظام ETHIX للحلول المصرفية الإسلامية، وقال العضو المنتدب والمدير العام لمجموعة (ITS) خالد فرج السعيد " نجحت خبرات (ITS)في إنجاز المشروع في وقت قياسي لا يزيد عن شهرين وتتضمن حلول ITS المصرفية التي تقدمها للبنك الأهلي المصري - الخرطوم - على عدد من الخدمات والحلول المصرفية الرئيسية وأضاف ان نظام ETHIX للحلول الإسلامية يساعد البنك على تحقيق مجموعة من الأهداف التي تتعلق بعملائه، كما يساعده على بناء قاعدة تقنية قوية يمكن أن تساهم في خدمة المزيد من العملاء والمشاركة في بناء الإقتصاد المحلي.

### ويتميز ETHIX بالعديد من المزايا أبرزها
- توافقه مع متطلبات البنك المركزي السوداني.
- تمتعه بالمرونة العالية التي تؤهله للمساهمة في ابتكار المنتجات والخدمات الجديدة.
- يعد البنك الأهلي المصري - الخرطوم في السودان مؤسسة مصرفية كاملة مستقلة تماما عن البنك الاهلي المصري رأس مالها 50 مليون دولار.
- يستهدف البنك فتح فروع له في مختلف انحاء السودان وسيعمل على دعم العلاقات الاقتصادية بين مصر والسودان.[5]